# Craugastor noblei
Craugastor noblei is een kikker uit de familie Craugastoridae. De soort werd voor het eerst wetenschappelijk beschreven door Thomas Barbour en Emmett Reid Dunn in 1921. Oorspronkelijk werd de wetenschappelijke naam Eleutherodactylus noblei gebruikt. De soortaanduiding noblei is een eerbetoon aan de Amerikaanse zoöloog Gladwyn Kingsley Noble (1894 - 1940).
Craugastor noblei komt voor in delen van Midden-Amerika en leeft in de landen Costa Rica, Honduras, Nicaragua en Panama.